# Рубінштейн Михайло Григорович
Миха́йло Григо́рович Рубінште́йн (*13 січня 1926, Первомайськ, Українська СРР — †13 червня 2004, Київ) — український сценарист.
Народився 1926 р. у м. Первомайську]] (нині Миколаївська область) в родині службовця. 
Учасник другої світової війни. 
Закінчив факультет журналістики Київського державного університету ім. Т. Г. Шевченка (1952). 
Працював у газеті «Комсомолец Донбасса», кореспондентом ТАРС і РАТАУ (1952—59). 
З 1960 р. — редактор і сценарист «Київнаукфільму». 
Автор сценаріїв стрічок: «У світі ароматів» (1969, Почесний диплом Міжнародного кінофестивалю, Будапешт, 1970), «Під знаком Лева і Козерога» (1970), «Добрий та злий» (1971), «Етюди про моральність», «По той бік добра» (1972), «Життєва лінія» (1973, Приз Всесоюзного кінофестивалю, Тольятті, 1974), «Шахтарська весна» (1973), «Служба у нас така» (1975), «Вугілля і троянди Володимира Піхтерєва» (1976), «Збережи вогонь», «Діалектика якості» (1977), «На шахтарській землі», «Головний рекорд» (1978, Приз Всесоюзного кінофестивалю спортивних фільмів, Ленінград, 1978), «Особисто відповідальний», «Здрастуй, море!» (1979, Головний приз II Міжнародного фестивалю військово-патріотичних фільмів, Кишинів, 1980), «Школа життя» (1980), «Неспокійні люди» (1981), «Ці важкі діти», «Артерії життя» (1981), стрічки  «За нашу і вашу свободу. Фільм 69» і «Гірські стежки в долину. Фільм 71» в документальному циклі «Невідома Україна. Нариси нашої історії» (1993) та ін.
Член Національних спілок журналістів і кінематографістів України.
Помер 13 червня 2004 р. в Києві.